# Energisa Mato Grosso
A Energisa Mato Grosso, conhecida anteriormente como Centrais Elétricas Matogrossenses (CEMAT) é uma empresa de distribuição de energia, controlada pelo Grupo Energisa.

## História
Em 1928, o estado de Mato Grosso passava a ter sua primeira Usina Hidrelétrica e, com o tempo, a necessidade do aumento da produção de energia no estado foi obrigatória, sendo então construído outra usina, mas o problema estava na distribuição, então em 1958 a Central elétrica Mato-Grossense foi criada, e ao passar dos anos os sistemas de geração, transmissão, transformação e distribuição foi ampliado, englobando boa parte do estado.
No ano de 1994, o Governo do Estado de Mato Grosso e a Eletrobrás passaram a administrar o boa parte do capital aberto da empresa, que em 1997, viria a ser leiloada e adquirida pelo Grupo Rede.
Em 2014, a ANEEL aprovou a transferência da gestão da Rede Cemat para o Grupo Energisa.

## Geração e transmissão
O Grupo Rede é caracterizado pela transmissão e distribuição e não pela geração, embora conte com  algumas Usina hidrelétricas, Usina termoelétricas e ainda Usinas Dieselétricas. Entre elas está a Usina Hidrelétrica Guaporé, além de PCH por todo o estado, como por exemplo nos Rio Braço Norte que forma no município de Guarantã do Norte e Novo Mundo, um complexo com quatro usinas, e em Aripuanã com duas usinas.
13.000 Kw. O sistema de distribuição foi modernizado após a privatização, assim como todo o sistema de transmissão que é interligado com o sistema nacional.

## Distribuição

### Área de concessão
Moradores de 141 municípios mato-grossenses são beneficiados pela Energisa Mato Grosso, totalizando 827.762 consumidores, numa área de 903.358 quilômetros quadrados.

### Qualidade do serviço
A qualidade do serviço das distribuidoras de energia elétrica é medido pela ANEEL através do indicador de desempenho global de continuidade (DGC) e divulgado anualmente no ranking de continuidade do serviço. A CEMAT é uma distribuidora que fornece energia para sistemas elétricos isolados (não conectados ao Sistema Interligado Nacional). Abaixo os valores da companhia no ranking:
| Ano referência | DGC  | Posição CEMAT | Empresas avaliadas |
| -------------- | ---- | ------------- | ------------------ |
| 2013           | 1,08 | 26            | 35                 |

### Reajustes tarifários
A ANEEL define anualmente os reajustes tarifários para todas as distribuidoras de energia elétrica no Brasil.
| A partir de        | Reajuste tarifário | Reajuste tarifário   | Reajuste tarifário  |
| A partir de        | Baixa tensão B1    | Baixa tensão cativos | Alta tensão cativos |
| ------------------ | ------------------ | -------------------- | ------------------- |
| 8 de abril de 2014 | +11,16%            | +11,16%              | +13,42%             |